# Catherine Read
Katherine Read (ou Catherine) (1723-1778), foi uma retratista escocesa.

## Biografia
Read nasceu em Dundee, Escócia, em 3 de fevereiro de 1723, de Alexander e Elizabeth Read, um dos treze filhos de um afluente família de Forfarshire. Ela pode ter recebido a sua educação em Edimburgo. Sua mãe era irmã de Sir John Wedderburn, um homem que tinha combatido no levante da Jacobita de 1745, e cujas filhas eram tutoradas por Read após sua execução.
Quando a guerra terminou na Batalha de Culloden, a família teve de mudar-se para Paris. Foi lá que Read iniciou sua formação em pintura.
Read mudou-se para Roma em 1750, juntamente com a maioria dos Jacobitas, que tinha procurado refúgio em Paris. Enquanto estava lá, ela fez amizade com os membros da Igreja Católica Romana, muitas vezes contratados para recriar pinturas a óleo ou pastel do alto clérigo. O Cardeal Albani autorizou Read a reproduzir suas obras de Rosalba Carriera.
Ela permaneceu em Roma até decidir aventurar-se na Inglaterra em 1753. Com algum reconhecimento, essa volta na Inglaterra fez-a ser recebida com uma sequência de pedidos e comissões.
Ela deixou a Inglaterra quando sua popularidade e a demanda por seu trabalho caíram.
Read foi por alguns anos uma artista da moda em Londres, trabalhando em óleos, obras a lápis de cor e miniaturas. A partir de 1760, ela expôs quase anualmente na Sociedade de Artistas e na Royal Academy, enviando principalmente retratos de senhoras e crianças da aristocracia.

Seu talento para a arte do retrato foi altamente prestigiado, sendo até mesmo tema de uma carta de Tobias Smollett:
Que Justiça sincera seja feita,

ao suave lápis de cor da graciosa Read.
e elogiada por William Hayley.
Read residiu em St. James, em Londres, até 1766, quando ela se mudou para a Jermyn Street. Em 1771, ela foi para a Índia com sua sobrinha, Helena Beatson, uma jovem artista, que se casou, em 1777, com Sir Charles Oakeley, governador de Madras. Há registro de Read na Índia em 1775 e 1777; sua morte ocorreu perto do mar, em Madras.
Sua morte está registrada como tendo ocorrido em 15 de dezembro de 1778.

## Obras
Em 1763, ela expôs um retrato da Rainha Charlotte com o Príncipe de Gales, ainda bebê, e em 1765 um dos últimos com o seu irmão, o Príncipe Frederico.

## Leitura complementar
- Sparrow, Walter Shaw. Women Painters of the World etc (London: Hodder & Stoughton, 1905) pp. 61 & 84. 3 portraits by Catherine Read.
- Graves, Algernon. The Society of Artists of Great Britain, 1760-1791, the Free Society of Artists, 1761-1783: a complete dictionary of contributors and their work from the foundation of the societies to 1791 (George Bell & Sons, 1907) pp. 208–9. A list of works exhibited by Catherine Read at the "Society of Artists" and the "Free Society of Artists".
- Chadwick, Whitney. Women, Art, and Society. Londres: Thames & Hudson, 2012. Print.